# Adriaan Verhulst
Adriaan Verhulst (* 9. November 1929 in Gent; † 17. November 2002 in Antwerpen) war ein belgischer Historiker.

## Leben
Verhulst besuchte das Athenäum in Gent und studierte dann Jura an der Universität Gent, wechselte dann aber unter seinen Lehrern François Louis Ganshof und Hans Van Werveke zur Geschichte. 1952 erhielt er seinen Lizenziats-Abschluss in Geschichte mit Auszeichnung. 1953 wurde er Vorsitzender des Flämischen Geschichts-Zirkels (Vlaamse Geschiedkundige Kring). 1956 wurde er bei Ganshof über die Sankt Bavoabtei in Gent und ihren Grundbesitz vom 7. bis 14. Jahrhundert promoviert. Die Dissertation von über 700 Seiten war auch eine Studie über die mittelalterliche Agrargesellschaft, in der sich schon sein interdisziplinärer Zugang zur Geschichtsforschung zeigte (in die er später unter anderem Archäologie, Klimaforschung, Forschungen zu Meerestransgression, Bodenkunde einbezog). Aus seiner Dissertation entwickelte sich auch seine von der traditionellen Sichtweise abweichende These über den Ursprung großer Domänen in der Karolingerzeit, worüber er auf dem Frühmittelalter-Kongress in Spoleto 1965 vortrug. Die Domänen (große, von Sklaven bewirtschaftete Güter) entwickelten sich nach Verhulst erst im 7. bis 8. Jahrhundert in Nordfrankreich und breiteten sich von da aus langsam und in abweichender Form in Westeuropa aus.
Er wurde nach der Promotion Assistent von Van Werveke und bald darauf Dozent. 1955 schloss sich ein Aufbaustudium in mittelalterlicher Quellenkunde bei G. Lieftinck an. Später war er Mitherausgeber von Urkunden der Grafen von Flandern Dietrich von Elsass und dessen Sohn Philipp I. (12. Jahrhundert, mit Thérèse de Hemptinne) bei der Königlichen Historischen Kommission Belgiens. 1965 wurde er Professor in Gent. 1995 emeritierte er. Ab 1983 war er auch in Teilzeit Dozent für Wirtschaftsgeschichte des Mittelalters an der Freien Universität Brüssel.
Von ihm stammen grundlegende Untersuchungen unter anderem zur Agrargeschichte in der Karolingerzeit, der historischen Geographie Flanderns und zur mittelalterlichen Stadtgeschichte, besonders von Brügge. Von 1974 bis 1984 war er erst Vizepräsident und dann Präsident der Königlichen Historischen Kommission in Belgien.
Er war in der flämischen Bewegung auf freisinniger (liberaler) Seite aktiv. 1965 bis 1984 war er Vorsitzender des Willemsfonds. Er war aktiv auf flämischer Seite bei der Verabschiedung des Kulturpakts (Cultuurpact) 1971 für kulturelle Autonomierechte in Belgien und war aktiv gegen den nicht zustande gekommenen Egmont-Pakt von 1977, der Belgien auf den Weg eines Bundesstaats der Volksgruppen bringen sollte.
Von 1969 bis 1988 war er Vorsitzender des Verwaltungsrats der staatlichen Rundfunkanstalt BRT (später VRT). Er war auswärtiges Mitglied der Königlich Niederländischen Akademie der Wissenschaften und korrespondierendes Mitglied der Königlich Belgischen Akademie der Wissenschaften. Zu seinen Schülern gehörten Erik Thoen und Frans Verhaeghe.

## Schriften
- Les origines et l’histoire ancienne de la ville de Bruges (IXe–XIIe siècle). In: Le Moyen Age. Band 66, 1960, S. 37–63.
- Het landschap in Vlaanderen in historisch perspectief. De Nederlandsche Boekhandel, Antwerpen 1965.
  - Überarbeitete Neuausgabe: Landschap en landbouw in middeleeuws Vlaanderen. Gemeentekrediet, Brüssel 1995, ISBN 90-5066-149-1.
  - Französische Ausgabe: Histoire du paysage rural en Flandre de l’epoque romaine au xviiie siècle. La Renaissance du livre, Brüssel 1966.
- mit Bryce Lyon: Medieval finance. A comparison of financial institutions in Northwestern Europe (= Rijksuniversiteit te Gent. Faculteit van de Letteren en Wijsbegeerte. Werken. 143, ZDB-ID 197432-4). De Tempel, Brügge 1967, (Auch: Brown University Press, Providence RI 1967).
- Der Handel im Merowingerreich. Gesamtdarstellung nach schriftlichen Quellen. In: Antikvariskt Arkiv. Band 39 = Early Medieval Studies. Band 2, 1970, ISSN 0083-6737, S. 2–54, (Sonderabdruck: (= Studia historica Gandensia. 125, ZDB-ID 130036-2). Rijksuniversiteit Gent, Gent 1970).
- Précis d’histoire rurale de la Belgique. Éditions de l’Université de Bruxelles, Brüssel 1990, ISBN 2-8004-0992-4.
- Rural and urban aspects of early medieval northwest Europe (= Variorum collected Studies Series. 385). Variorum, Aldershot u. a. 1992, ISBN 0-86078-344-8.
- Grundherrschaftliche Aspekte bei der Entstehung der Städte Flanderns. In: Adriaan E. Verhulst, Yoshiki Morimoto (Hrsg.): Economie rurale et Economie urbaine au Moyen Âge (= Centre Belge d’Histoire Rurale. Publication. 108). Belgisch Centrum voor Landelijke Geschiedenis u. a., Gent 1994, ISBN 4-87378-377-1, S. 157–164.
- Economic Organisation. In: The New Cambridge Medieval History. Band 2: Rosamond McKitterick (Hrsg.): c. 700–c. 900. Cambridge University Press, Cambridge u. a. 1995, ISBN 0-521-36292-X, S. 481–509.
- als Herausgeber: Anfänge des Städtewesens an Schelde, Maas und Rhein bis zum Jahr 1000 (= Städteforschung. Reihe A: Darstellungen. 40). Böhlau, Köln u. a. 1996, ISBN 3-412-11695-5.
- The rise of cities in north-west Europe (= Themes in international urban History. 4). Cambridge University Press, Cambridge u. a. 1999, ISBN 0-521-46491-9.
- The Carolingian Economy. Cambridge University Press, Cambridge u. a. 2002, ISBN 0-521-80869-3.